# Tiszajenő
Tiszajenő là một thị trấn thuộc hạt Jász-Nagykun-Szolnok, Hungary. Thị trấn này có diện tích 28,19 km², dân số năm 2010 là 1660 người, mật độ 59 người/km².